# 勒比雷
勒比雷（法語：Le Buret，法語發音：[lə byʁɛ]）是法国马耶讷省的一个市镇，位于该省东南部，属于贡捷堡区。

## 地理
勒比雷（47°55'21"N, 0°30'52"W）面积12.92 平方千米，位于法国卢瓦尔河地区大区马耶讷省，该省份为法国西北部内陆省份，北起芒什省和奧恩省，西接伊勒-维莱讷省，南至曼恩-卢瓦尔省，东临萨尔特省。
与勒比雷接壤的市镇（或旧市镇、城区）包括：博蒙皮耶德伯夫、布埃尔、拉克罗普特、梅莱迪迈讷、普雷欧、圣夏尔拉福雷。

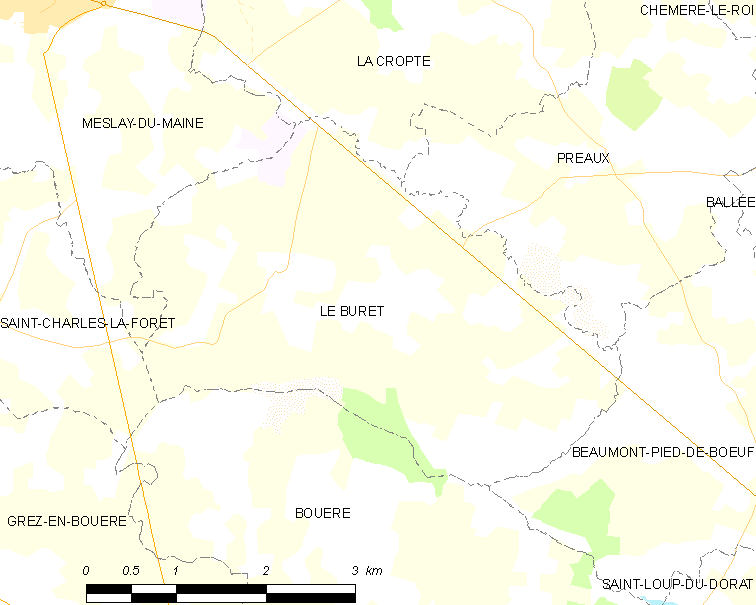
勒比雷的OSM定位图

勒比雷的时区为UTC+01:00、UTC+02:00（夏令时）。

## 行政
勒比雷的邮政编码为53170，INSEE市镇编码为53046。

## 政治
勒比雷所属的省级选区为梅莱迪迈讷县。

## 人口

1962-2008年间勒比雷人口变化图示

勒比雷于2022年1月1日时的人口数量为313人。